# Brachymeria podagrica
Brachymeria podagrica är en stekelart som först beskrevs av Fabricius 1787.  Brachymeria podagrica ingår i släktet Brachymeria och familjen bredlårsteklar. Arten är reproducerande i Sverige. Inga underarter finns listade.